# Леконт дю Нуи, Жан-Жюль Антуан
Жан-Жюль Антуан Леконт дю Нуи (фр. Jean-Jules-Antoine Lecomte du Nouÿ, 10  июня 1842, Париж — 19 февраля 1923, там же) — французский художник, график и скульптор. Мастер исторической, мифологической, жанровой, религиозной и портретной живописи, также художник-ориенталист.

## Жизнь и творчество
Сын Жюля Мишеля Леконта и Филесите-Александрины дю Нуи, брат архитектора Андре Леконта дю Нуи (1844—1914). Был учеником живописцев Шарля Глейра (1806—1874), Эмиля Синьоля (1804—1892) и Жана-Леона Жерома (1824—1904). В 1863 году дебютирует в Парижском салоне со своей картиной «Паоло и Франческа да Римини в аду», позднее регулярно участвует в выставках салона. В 1866 году был награждён медалью на Парижском салоне за полотно «Призыв Нептуна» и в 1872 — второй Римской премией этого года за картину «Смерть Иокасты». В 1872 году французское правительство покупает его картину «Послы перед фараоном с плохим известием», выставленную затем в Люксембургском дворце, в следующем году — картину «Волшебник» для Музея изящных искусств в Реймсе, в 1874 — его «Эрос-Купидон» для музея в Туре. В 1873 правительство участвует совместно с мэрией Парижа в заказе у Леконта дю Нуи двух крупноформатных полотен для церкви св. Троицы (La Trinité) «„Святой Винсент проповедует галерным каторжанам“» (1876) и «Святой Винсент помогает эльзасцам и лотарингцам после войны в 1637 году» (1879). 
В 1875 году художник совершает путешествие на Восток, сперва по Греции и Турции, затем — по Египту и Румынии. Верующий католик, в августе 1876 года Леконт де Нуи вступает в брак с Валентиной Пежне-Кремьо (1855—1876), девушкой еврейского происхождения, внучкой сенатора Адольфа Кремьё. Валентина вскоре скончалась, однако родственные связи с её влиятельными близкими у художника сохранились. Позднее он женится вторично, на Каролине Эврар. В этом браке родился сын, будущий архитектор и археолог Жак-Теодор-Жюль Леконт дю Нуи (1885—1961). Третьей женой Леконта дю Нуи была Тереза-Мари Фезанн (род. 1892).
В 1876 году Леконт дю Нуи был награждён знаком рыцаря ордена Почётного легиона. В 1932 году его именем была названа одна из улиц Парижа.

## Выставки
Начиная с 1863 года регулярно выставляет свои работы в парижских салонах. Также участвует в выставочных салонах других городов и столиц — в Вене, Мюнхене, Генте. Участник парижских Всемирных выставок в 1878—1889 годах. В 1892—1894 годах участвует в выставках в Египте, в салонах Каира и Александрии; в 1902 и 1906 годах — в салоне парижского Автомобильного клуба, в 1913 году — в салоне «французских живописцев».

## Произведения
Принадлежал к академической школе. Большое влияние на работы Леконта дю Нуи оказал его последний учитель, Жан-Леон Жером, принадлежавший, как и другой его преподаватель, Шарль Глейр, к так называемой «неогреческой школе», к которой присоединился и Леконт де Нуи. Ранние произведения художника написаны преимущественно на библейские сюжеты, а также по мотивам «Божественной комедии» Данте, трагедий Эсхила и Софокла, а также на материале древнегреческой истории. В дальнейшем материалом для него служили литературные произведения французских авторов — Теофиля Готье, Монтескьё. Ряд его произведений появились под впечатлением поездок на Восток. С 1890-х годов много внимания уделяется портретной живописи. Во время поездки в Румынию художник пишет портреты короля Кароля I и его супруги Елизаветы Вид.

## Галерея

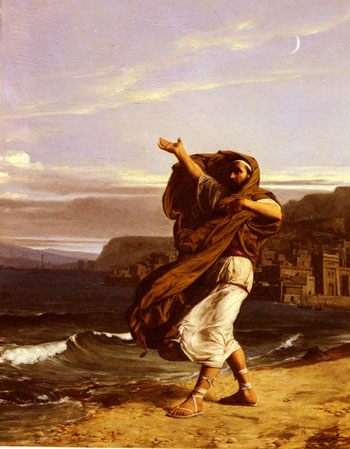
«Демосфен учится ораторскому мастерству» (1870)
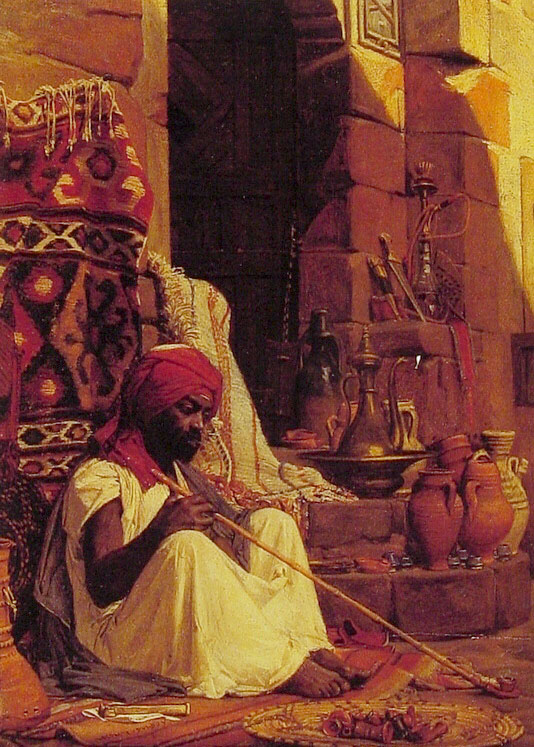
«Курильщик опиума»
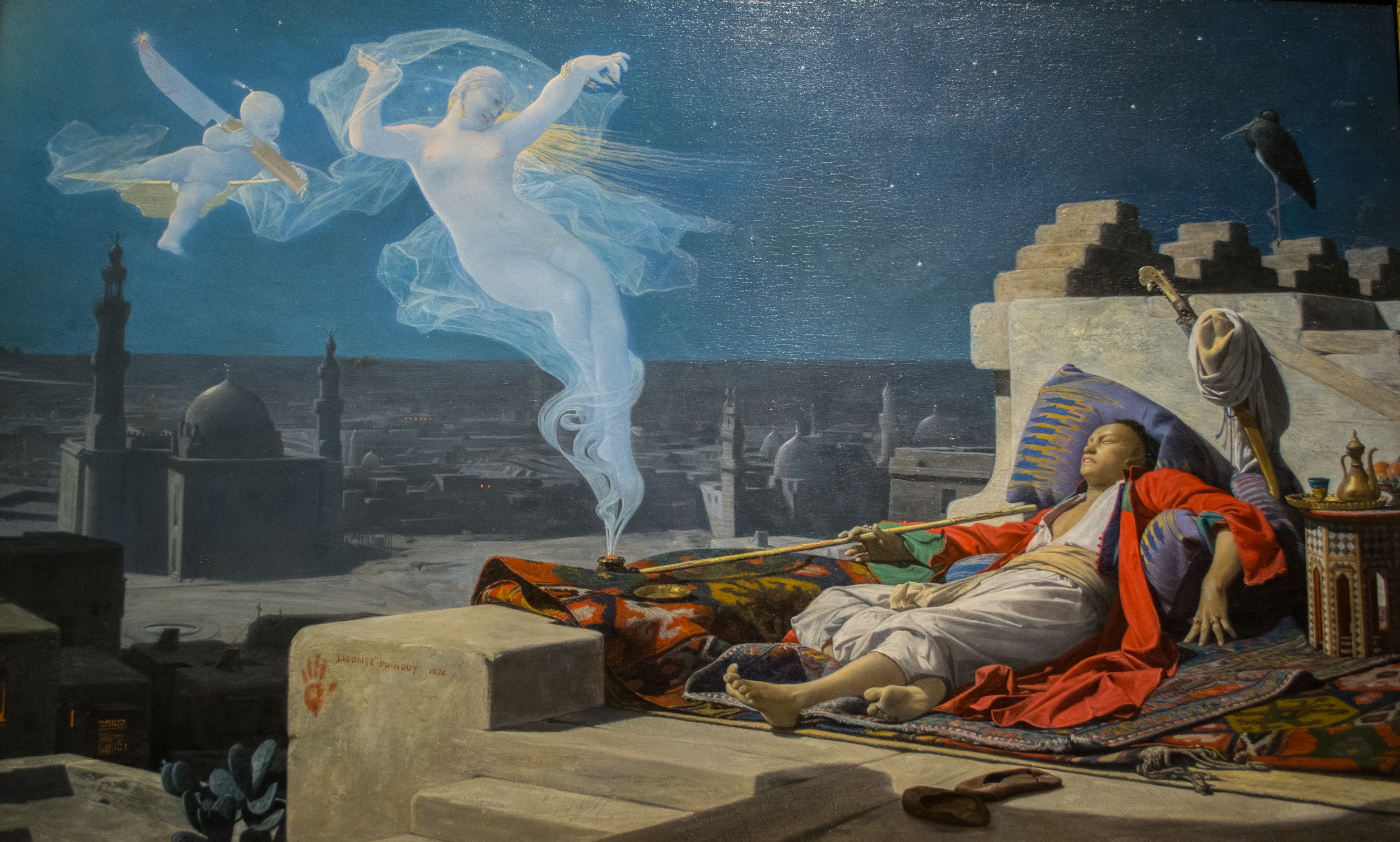
«Сон евнуха»
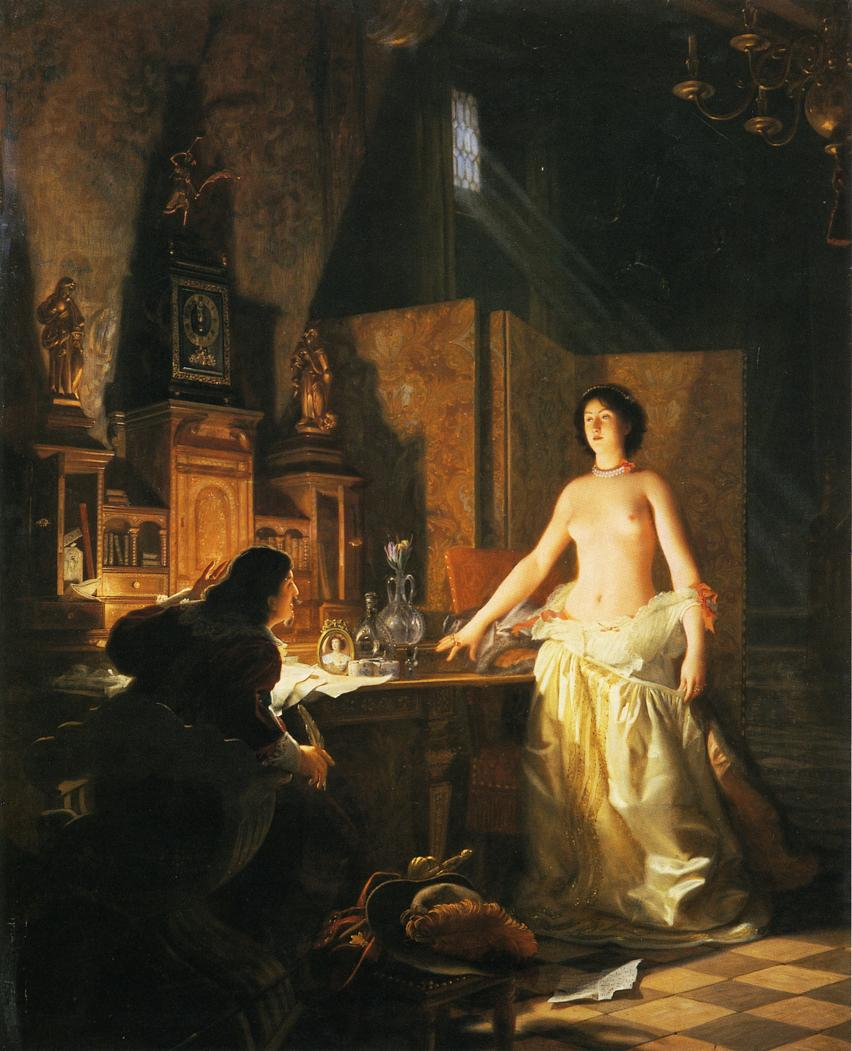
Портрет мадемуазель де Мопен
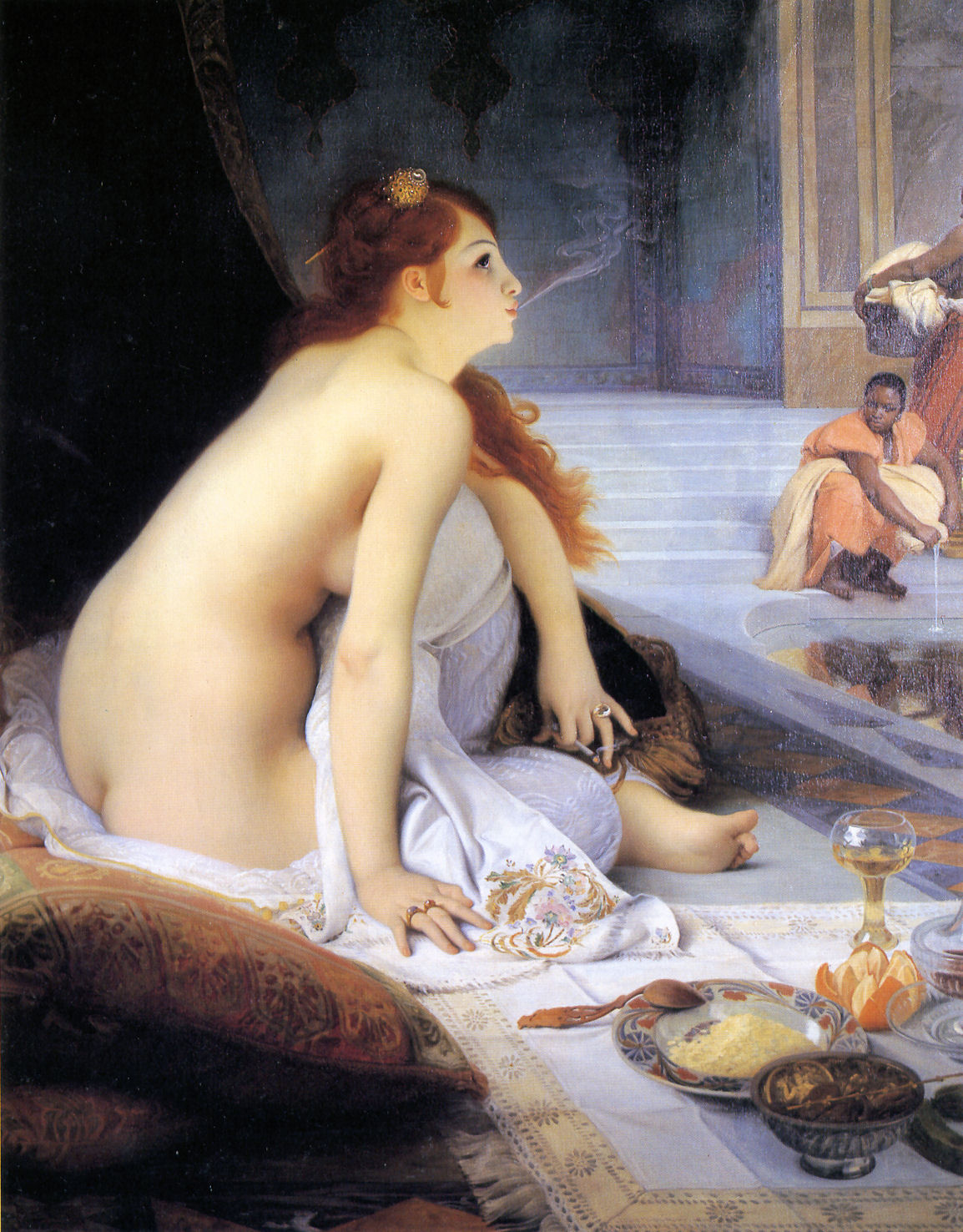
«Белая рабыня» (1888)
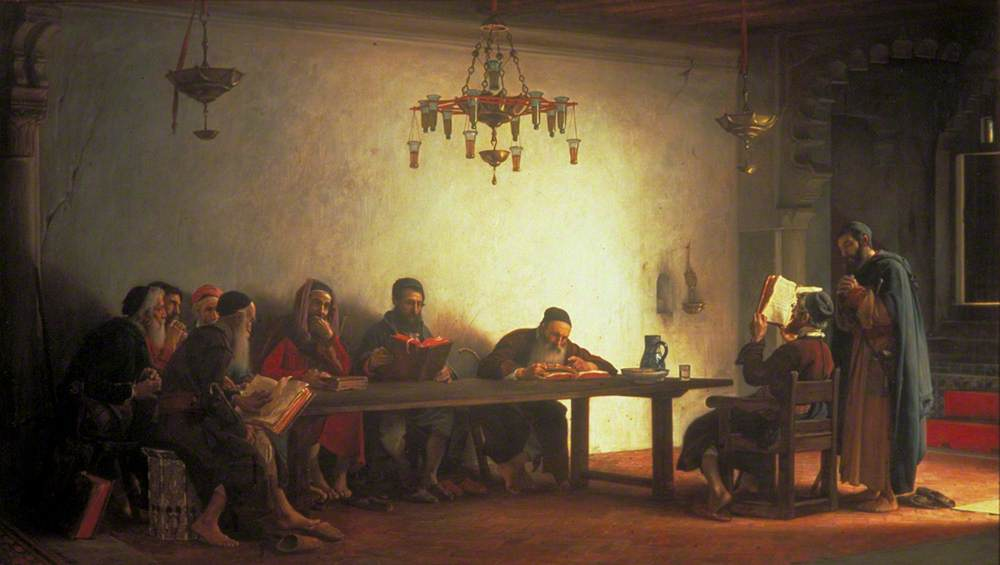
«Марокканская иешива»